# Prosternon tessellatum
Prosternon tessellatum är en skalbaggsart som först beskrevs av Carl von Linné 1758.  Prosternon tessellatum ingår i släktet Prosternon, och familjen knäppare. Arten är reproducerande i Sverige.

## Bildgalleri

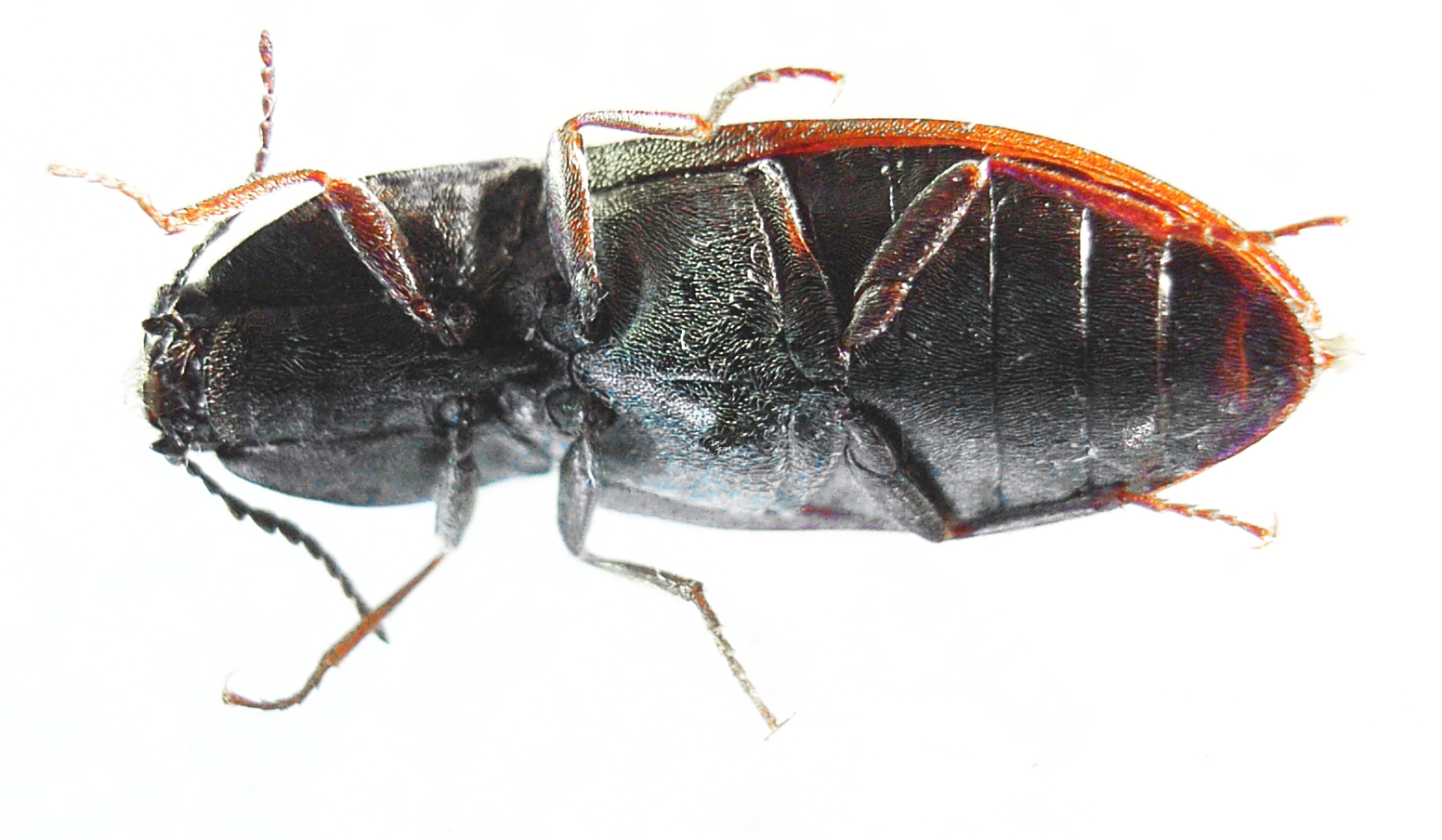
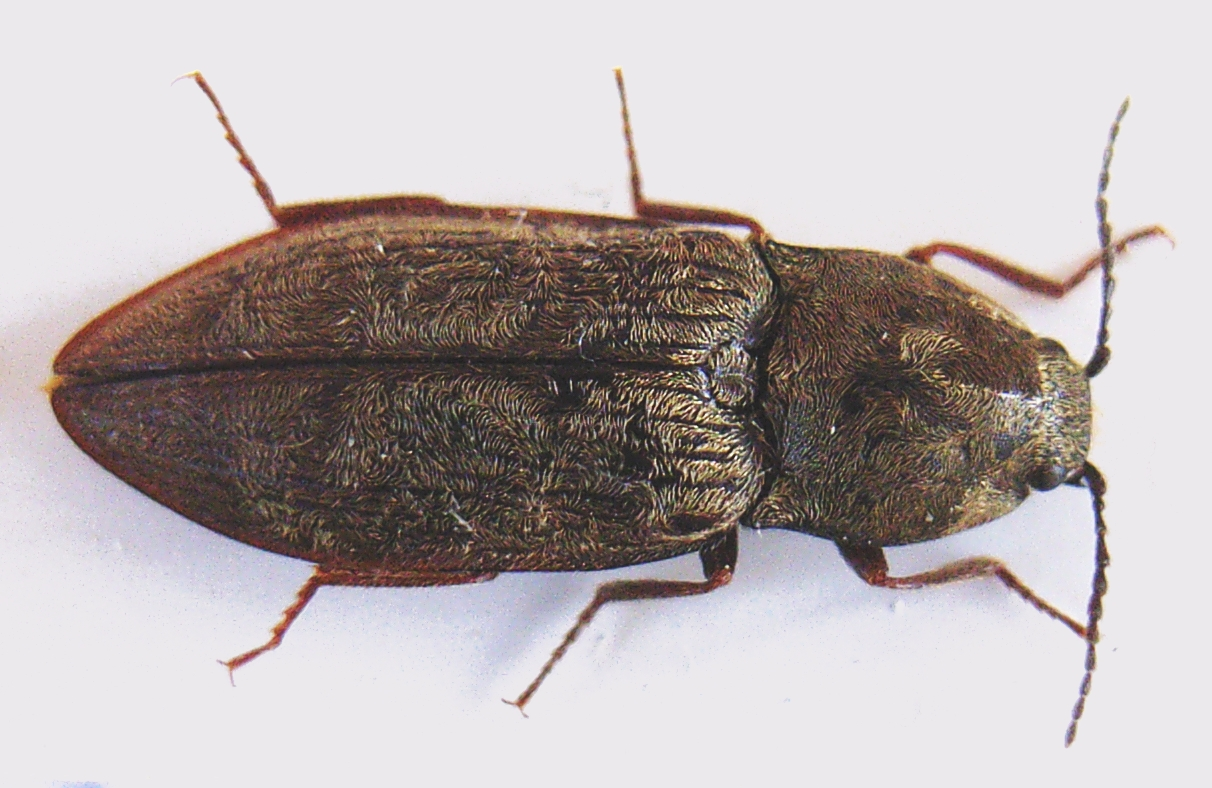
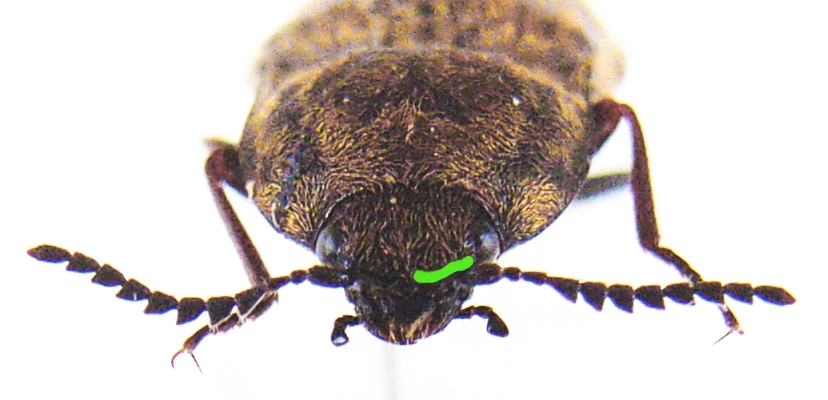
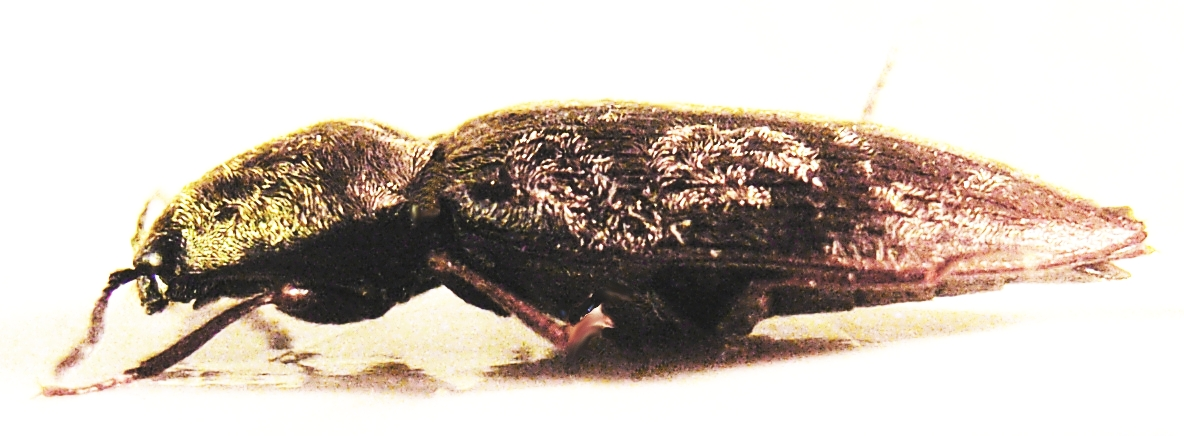
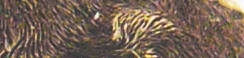
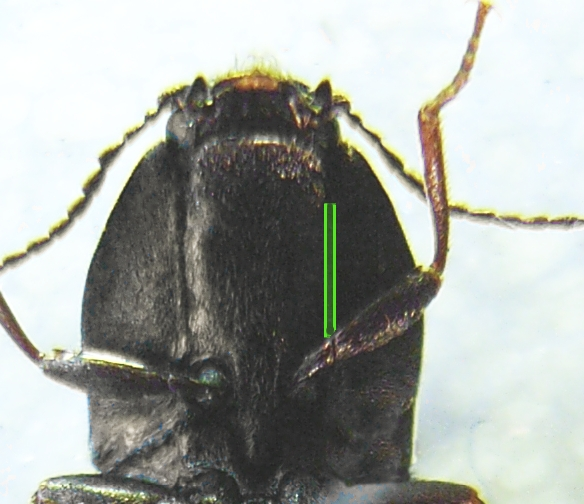